# Доу, Дженс
Дженс Андерсон Доу (анг. Jens Anderson Doe; 20 июня 1891 года, Чикаго, Иллинойс, США — 25 февраля 1971 года, Калифорния, США) — генерал-майор армии США. Принимал участие в двух мировых войнах. Во время Второй мировой войны Доу командовал 41-й пехотной дивизией на тихоокеанском театре боевых действий.

## Молодость
Доу родился 20 июня 1891 года в Чикаго, штат Иллинойс. В 1914 году окончил Военную академию США в звание второго лейтенанта и был назначен в 11 пехотный полк, который располагался в штате Техас. 30 ноября 1928 года в Китае он женился на Элизабет Берд.

## Военная карьера
1 июля 1916 года Доу был повышен до звания лейтенанта, а 15 мая 1917 года получил звание капитана. С мая по август 1917 года он проходил службу в форте Оглторп в составе 11-го пехотного полка. Затем Дженс Доу проходил курсы подготовки пулеметчиков в Форте Силла. В декабре 1917 года он принял командование 15-м пулеметным батальоном в составе 11-го пехотного полка. В апреле 1918 года полк был отправлен во Францию.
7 июня 1918 года Доу получил звание майора и был назначен в 5-ю пехотную дивизию, а в июле 1918 года принял командование 14-м пулеметным батальоном этой дивизии. Его батальон участвовал в Сен-Миельской операции и Мёз-Аргоннское наступление войск Антанты в 1918 году, в этой операции Доу получил ранение и был награждён серебряной звездой.
В ноябре 1918 года Доу был назначен инструктором в армейскую школу пулеметчиков в городе Лангр. В июне 1919 года он был назначен в 61-й пехотный полк и вместе с ним вернулся в США.

### Межвоенный период
В сентябре 1919 года Доу был назначен инструктором в пехотной школе в Форте-Беннинг. В 1921—1922 годах он посещал курсы полевых офицеров. После окончания курсов был назначен во 2-й пехотный полк в форте Шеридан, Иллинойс. С 1925 по 1926 год он учился в Командно-штабном колледже армии США. В 1926 году получил назначение в 15-й пехотный полк, который находился в Тяньцзинь (Китай). В 1930 году он был назначен в 16-й пехотный полк в форте Джей. В 1932 году он учился в Военном колледже армии США. 1 января 1936 года Дженс Доу получил звание подполковник. Затем он был инструктором в Командно-штабном колледже армии США, а также профессором в Калифорнийском университете в Беркли.

### Вторая мировая война
В сентябре 1940 года Доу был назначен в 7-ю пехотную дивизию в Форте Орд (Калифорния) под командованием генерала Стилвелла, а в ноябре был назначен командиром 17-го пехотного полка. 26 июня 1941 года он получил звание полковника. В июне 1942 года Доу был назначен командиром 163-го пехотного полка и отправлен в Австралию. В январе 1943 года его полк принимал участие в битве при Буна-Гона. За эту битву Доу был награждён крестом «За выдающиеся заслуги». 2 февраля 1943 года Дженс Доу получил звание бригадного генерала и был назначен заместителем командира 41-й пехотной дивизии.
Он руководил высадкой в Аитапе и принимал участие в битва при Вакде. За эти операции Дженс Доу был награждён медалью «За выдающуюся службу». С 27 мая по 17 августа 1944 года он принимал участие в битве за Биак (Новая Гвинея). 1 августа 1944 года он получил звание генерал-майора и стал командующим 41-й пехотной дивизией.
В феврале 1945 года его дивизия принимала участие во вторжение на Палаван и в битве за Минданао, которые были частью операции по освобождению Филиппин от японской оккупации.

## Послевоенный период
Доу командовал 41-й дивизией до 31 декабря 1945 года. 9 августа 1946 года был назначен командующим 5-й пехотной дивизией в форте Кемпбелл. 29 сентября 1946 года он принял командование 3-й пехотной дивизией. В феврале 1949 году Дженс Доу ушел в отставку. 25 февраля 1971 года он умер.

## Примечание
1. ↑  The Biographical Dictionary of World War II Generals and Flag Officers (англ.). www.abc-clio.com. Дата обращения: 6 января 2020.
2. 1 2 3  William F. McCartney. The Jungleers: A History of the 41st Infantry Division. — Literary Licensing, LLC, 2013-10. — 226 с. — ISBN 978-1-4940-5107-5.
3. ↑  Дженс Андерсон Доу.